# 팅커 테일러 솔저 스파이 (영화)
《팅커 테일러 솔저 스파이》(Tinker Tailor Soldier Spy)는 토마스 알프레드손이 연출한 2011년의 냉전 첩보 영화이다. 각본은 1974년에 출판된 존 러카레이의 동명의 소설을 바탕으로 하여, 브리짓 오코너와 피터 스트로갠이 썼다.
게리 올드먼, 콜린 퍼스, 톰 하디, 존 허트, 토비 존스, 마크 스트롱, 베네딕트 컴버배치, 키어런 하인즈이 출연하였다. 1970년대 초의 런던을 배경으로 하고 있는 이 영화는 영국 최고 비밀 정보 기관의 소비에트의 이중간첩을 찾는 이야기이다.
영화는 영국의 영화 제작사 워킹 타이틀 필름스이 제작하였고 프랑스의 영화사 스튜디어캐널의 재정 지원을 받았다. 제68회 베네치아 국제 영화제에서 출품작으로서 첫 상영되었다. 비평적 측면과 상업적 측면 모두 성공을 거뒀고 3주 연속 영국 박스오피스 1위를 차지했었다. 아카데미 시상식에서 각색상, 음악상 그리고 올드먼의 남우주연상까지 총 3개 부문에 후보로 올랐다.

## 줄거리
1973년, 영국 정보부 '서커스'의 수장인 '컨트롤'은 헝가리 장군과의 만남을 위해 요원 짐 프라이독스를 부다페스트로 보낸다. 장군은 소련 스파이 총책인 '칼라'가 서커스 고위층에 심어놓은 스파이를 밝히겠다고 제안했으나, 이는 함정이었고 프라이독스는 총에 맞는다. 이 일로 컨트롤과 그의 부관 조지 스마일리는 은퇴하게 되고, 컨트롤은 곧 사망한다. 새로운 수장으로 퍼시 앨라인이 임명되고, 빌 헤이든이 부관, 로이 블랜드와 토비 에스터헤이즈가 그의 측근이 된다. 과거 회상 장면에서, 컨트롤과 스마일리의 의심에도 불구하고 이 네 명은 소련의 고위 정보원('마녀 작전')을 다루기 시작했고, 이후 앨라인은 마녀 작전 정보를 미국과 공유하기 시작한다.
앨라인과 블랜드는 서커스 담당 고위 공무원인 올리버 레이컨과 비밀 안전가옥 운영비를 논의한다. 회의 후, 이스탄불에서 여러 죽음과 연루되어 숨어 지내던 요원 리키 타르는 레이컨에게 서커스 내에 스파이가 있다고 알린다. 컨트롤의 과거 이론을 인지한 레이컨은 스마일리에게 조사를 의뢰하고, 스마일리는 피터 귈럼과 은퇴한 특별 수사관 멘델을 조력자로 영입한다.
호텔에 기지를 마련한 스마일리는 귈럼에게 서커스 인사 기록과 비밀 자금 계좌 사본을 훔치게 한다. 그는 프라이독스 총격 사건 이후 컨트롤 측근들이 해고되었고, '미스터 엘리스'라는 프라이독스 위장 신분으로 총격 사건 이후에도 지급된 기록을 발견한다. 옥스퍼드에서 스마일리는 분석가 코니 삭스와 인터뷰한다. 삭스는 소련 문화 담당관 알렉세이 폴랴코프가 실제로는 군 장교이며, 런던에 스파이를 운영하는 역할을 한다고 의심했지만, 앨라인은 그녀의 주장을 무시하고 해고했다.
런던에서 스마일리는 타르를 발견한다. 타르는 이스탄불에서 망명을 제안한 러시아 무역 대표 보리스를 미행하게 되었지만, 곧 그가 KGB라는 것을 알게 된다. 타르는 보리스가 자신의 아내이자 동료 요원인 이리나를 폭행하는 것을 목격한 후 그녀와 불륜 관계를 맺는다. 이리나는 영국 망명 조건으로 고위 스파이의 정체를 밝히려 했다. 타르가 이중 요원의 존재를 런던에 알린 지 몇 시간 만에 지역 책임자는 살해당하고 이리나는 납치된다. 스마일리는 귈럼에게 타르가 런던에 연락한 날 밤의 당직 일지를 훔치게 한다. 타르의 상관이었던 귈럼은 서커스 수뇌부에 불려가 타르가 소련으로부터 매수된 배신자라는 말을 듣는다. 귈럼은 스마일리의 집으로 돌아와 처음으로 타르가 그곳에 있다는 것을 알게 되고 그를 때리지만, 스마일리는 해당 날짜의 일지 페이지가 제거된 것을 발견하고 타르의 주장을 뒷받침한다.
그날 밤 스마일리는 귈럼에게 칼라와의 유일한 만남을 회상한다. 1955년 '게르스트만'이라는 이름으로 활동하던 칼라는 붙잡혀 미국에 의해 러시아로 넘겨졌다. 스마일리는 처형당할 것이라고 생각한 칼라를 델리에서 영입하려 했지만, 아내에 대한 사랑이라는 자신의 약점만 드러내게 된다. 칼라는 스마일리의 아내가 준 라이터를 훔쳐 러시아로 돌아갔다.
스마일리는 해고된 또 다른 충성파인 전 당직 장교 제리 웨스터비를 찾아가 프라이독스 총격 사건이 컨트롤에게 충격을 주었다는 것을 듣는다. 웨스터비는 스마일리를 찾기 위해 아내에게 전화를 걸었고, 헤이든이 나타나 상황을 장악했다. 귈럼은 어떻게 헤이든이 긴급 상황을 알게 되었는지 의아해하고, 스마일리는 헤이든이 아내와 불륜 관계였다고 알린다. 스마일리는 프랑스어 교사로 일하는 프라이독스를 인터뷰한다. 프라이독스는 자신의 임무가 스파이를 식별하고 컨트롤에게 다섯 가지 코드명 중 하나를 전달하는 것이었다고 설명한다. 앨라인은 "땜장이", 헤이든은 "재단사", 블랜드는 "군인", 에스터헤이즈는 "거지", 스마일리는 "거렁뱅이"였다. 그러나 그는 KGB에 붙잡혀 고문을 당하는 동안 이리나의 처형을 목격했다. 심문 중 칼라는 스파이를 밝히는 데 컨트롤이 얼마나 가까이 왔는지 묻고 프라이독스를 서커스로 돌려보냈다.
스마일리는 마녀 작전이 실제로는 KGB의 속임수임을 깨닫는다. 마녀 작전 담당자들은 폴랴코프가 러시아의 민감한 군사 및 정치 정보를 영국에게 사소한 자료와 교환한다고 믿지만, 실제로는 폴랴코프가 허위 또는 무의미한 정보를 제공하고 스파이가 영국의 실질적인 정보를 유출하고 있었다. 스마일리는 레이컨과 장관에게 마녀 작전의 진정한 목적은 CIA가 미국 정보를 공유하도록 유인하는 것이고, 스파이가 그 정보를 칼라에게 유출할 것이라고 알린다.
스파이를 끌어내기 위해 스마일리와 귈럼은 타르를 파리 지국으로 보내 서커스에 전보를 치게 한다. 타르를 따르게 하기 위해 스마일리는 이리나가 죽었다는 것을 알면서도 스파이를 이리나와 교환하자는 타르의 요청에 동의한다. 스마일리와 귈럼은 서커스를 떠나는 에스터헤이즈를 기습하여 공항으로 데려가 안전 가옥 주소를 제공할 때까지 추방하겠다고 위협한다. 스마일리와 귈럼은 안전 가옥에서 스파이가 타르가 그들의 정체를 폭로하려 한다는 것을 폴랴코프에게 알릴 때까지 기다린다. 스파이는 헤이든으로 밝혀지고, 스마일리는 총을 겨누고 그를 체포한다.
서커스는 헤이든을 훈련 및 정보 조사 시설인 사라트에서 구금한다. 스마일리는 그를 소련에 억류된 영국 요원과 교환할 것이라고 알리고 헤이든의 여성 및 남성과의 여러 성적 관계를 해결하기로 동의한다. 헤이든은 칼라가 스마일리의 판단력을 흐리게 하기 위해 아내를 유혹하라고 명령했다고 말한다. 그는 또한 오랜 친구이자 연인으로 암시되는 프라이독스가 헤이든이 스파이라고 의심하여 헝가리 임무 전에 그에게 정보를 주었다는 것을 확인한다. 헤이든은 칼라에게 알려 프라이독스가 KGB에 의해 살해되는 것을 막을 수 있었다. 그러나 프라이독스는 고문을 당하게 한 헤이든을 원망한다.
프라이독스는 사냥용 총을 들고 사라트에 침투하여 눈 아래에 총을 쏴 친구를 죽이고, 헤이든이 쓰러지는 것을 멀리서 지켜본다. 앤은 집으로 돌아오고, 스마일리는 서커스 수장으로 복귀한다.

## 배역

### 주연
- 게리 올드먼 - 조지 스마일리 역
- 콜린 퍼스 - 빌 헤이던 역
- 톰 하디 - 리키 타 역
- 마크 스트롱 - 짐 프리도 역
- 스티븐 그레이엄 - 제리 웨스터비 역
- 베네딕트 컴버배치 - 피터 길럼 역

### 조연
- 시아란 힌즈 - 로이 블랜드 역
- 다비드 덴칙 - 토비 에스터해스 역
- 사이먼 맥버니 - 올리버 레이컨 역
- 토비 존스 - 퍼시 앨릴린 역
- 존 허트 - "컨트롤" 역
- 캐시 버크 - 코니 색스 역
- 로저 로이드 팩 - 멘들 역
- 스베틀라나 홋첸코바 - 이리나 역
- 아서 나이팅게일 브라이언트 역
- 존 르카레
- 크리스천 매케이
- 콘스탄틴 카벤스크야스

## 엔딩곡
영화 엔딩에 쓰인 곡은 Julio Iglesias의 La Mer이다.

## 수상 내역
- 25회 유럽영화상(유러피안 음악상)
- 39회 겐트 영화제(올해의 OST상)
- 65회 영국 아카데미 시상식(작풍상(영국), 각색상)